# Корнев, Егор Денисович
Его́р Дени́сович Ко́рнев (род. 6 февраля 2004, Санкт-Петербург) — российский пловец, Чемпион мира на короткой воде (2024). Серебряный призёр чемпионата мира на длиной воде в кролевой смешанной эстафете (2025). Рекордсмен мира в эстафете. Многократный чемпион России. Мастер спорта России международного класса.

## Биография
Родился 6 февраля 2004 года в Санкт-Петербурге.

### Спортивная карьера
Начал заниматься плаванием в СШОР № 3 Калининского района Санкт-Петербурга у Маргариты Перовой и Ларисы Дворак. После окончания начальной школы перешёл в СШОР «Экран» к Елене Кузнецовой и Ольге Байдаловой.
В 2021 году получил звание «Мастер спорта России», в 2022 году — «Мастер спорта России международного класса».
В 2022 году впервые в карьере стал чемпионом России на короткой воде. В 2023 году выиграл чемпионат России в 50-метровом бассейне. С тех пор неоднократно становился чемпионом России и обладателем Кубка России.
Лауреат премии Всероссийской федерации плавания 2023 года в номинации «Открытие года».
В 2024 году выиграл 4 золотых медали на чемпионате России, 5 золотых медалей на Кубке России и 3 золотых медали на чемпионате России на короткой воде. 15 декабря на чемпионате мира на короткой воде в Будапеште в составе мужской команды выиграл комбинированную эстафету 4×100 метров с мировым рекордом.
На чемпионате России в апреле 2025 года выиграл 4 золотых медали, а также показал лучший результат сезона в мире на дистанции 50 м вольным стилем (21,43).

## Спортивные достижения
| Год  | Турнир                            | Дисциплина             | Место |
| ---- | --------------------------------- | ---------------------- | ----- |
| 2022 | Чемпионат России на короткой воде | 100 м комплекс         | 1     |
| 2022 | Чемпионат России на короткой воде | эст. 4×100 м в/с       | 1     |
| 2022 | Чемпионат России на короткой воде | эст. 4×100 м комб.     | 2     |
| 2023 | Чемпионат России                  | эст. 4×100 м в/с       | 1     |
| 2023 | Чемпионат России                  | эст. 4×100 м комб.     | 2     |
| 2023 | Чемпионат России                  | эст. 4×100 м в/с смеш. | 1     |
| 2023 | Чемпионат России на короткой воде | 50 м в/с               | 1     |
| 2023 | Чемпионат России на короткой воде | 100 м в/с              | 1     |
| 2023 | Чемпионат России на короткой воде | эст. 4×50 м в/с        | 1     |
| 2023 | Чемпионат России на короткой воде | эст. 4×100 м в/с       | 1     |
| 2023 | Чемпионат России на короткой воде | эст. 4×100 м комб.     | 2     |
| 2024 | Чемпионат России                  | 50 м в/с               | 2     |
| 2024 | Чемпионат России                  | 100 м в/с              | 1     |
| 2024 | Чемпионат России                  | эст. 4×100 м в/с       | 1     |
| 2024 | Чемпионат России                  | эст. 4×100 м комб.     | 1     |
| 2024 | Чемпионат России                  | эст. 4×100 м в/с смеш. | 1     |
| 2024 | Кубок России                      | 50 м в/с               | 1     |
| 2024 | Кубок России                      | 100 м в/с              | 1     |
| 2024 | Кубок России                      | эст. 4×100 м в/с       | 1     |
| 2024 | Кубок России                      | эст. 4×100 м комб.     | 1     |
| 2024 | Кубок России                      | эст. 4×100 м в/с смеш. | 1     |
| 2024 | Чемпионат России на короткой воде | эст. 4×100 м в/с       | 1     |
| 2024 | Чемпионат России на короткой воде | эст. 4×50 м в/с смеш.  | 2     |
| 2024 | Чемпионат России на короткой воде | 50 м в/с               | 1     |
| 2024 | Чемпионат России на короткой воде | 100 м в/с              | 1     |
| 2024 | Чемпионат мира на короткой воде   | эст. 4×100 м комб.     | 1     |
| 2025 | Чемпионат России                  | 50 м в/с               | 1     |
| 2025 | Чемпионат России                  | 100 м в/с              | 1     |
| 2025 | Чемпионат России                  | эст. 4×100 м в/с       | 1     |
| 2025 | Чемпионат России                  | эст. 4×100 м комб.     | 1     |